# Еміл Сейферт
Еміл Сейферт (чеськ. Emil Seifert, 28 квітня 1900, Жижков — 20 жовтня 1973) — чехословацький футболіст, що грав на позиції захисника і півзахисника. По завершенні ігрової кар'єри — тренер.
Виступав, зокрема, за клуби «Вікторія» та «Славія», а також національну збірну Чехословаччини.
Триразовий чемпіон Чехословаччини (як гравець). Чотириразовий чемпіон Чехословаччини (як тренер).

## Клубна кар'єра

### «Вікторія» (Жижков)
Народився в 1900 році в Жижкові, мав шестеро братів і сестер.
В 1915 році футбольний клуб «Вікторія» (Жижков) оголосив набір юнаків у молодіжну команду. Через війну команді не вистачало гравців і такий крок мав створити найближчий резерв на майбутнє. Молодого Еміла запримітив і запросив на перегляд чиновник «Вікторії» Єнда Краус. Сейферт став одним з тих, хто пройшов відбір і отримав запрошення в команду. Перший матч дублери «Вікторії» зіграли з дублерами «Спарти». Обидва голи в матчі забив Сейферт, а його команда перемогла з рахунком 2:0. Талант юного футболіста був добре помітний і уже в наступному році його почали підпускати до основи. В грудні 1916 року був у складі «Вікторії» учасником турніру у Відні, де команда посіла друге місце. Сейферт грав на позиції лівого півзахисника в усіх трьох матчах змагань, де чеський клуб двічі зіграв унічию з однаковим рахунком 2:2 проти команд «Рапід» і «Вінер АФ», а також переміг 2:1 ВАК.
Останні воєнні і перші післявоєнні роки були важкими для «Вікторії». Навіть розглядався варіант об'єднання з «Уноном» (Жижков). Але команда вистояла і повернулась в число лідерів празького футболу. Сейферт став одним з тих, навколо кого будувалась нова команда, разом з такими гравцями як: Рудольф Клапка, Франтішек Плодр, а також Ярослав Мисік, Карел Стейнер і Антонін Бребурда, що були лідерами довоєнного періоду. Перші два чемпіонати незалежної Чехословаччини (турнір носив назву Середньочеська ліга) 1918 і 1919 років «Вікторія» завершила на четвертих місцях. В 1920 році команда була третьою, але в 1921 знову опустилась на четверте. Більш вдало клуб виступав у Середньочеському кубку, де три роки поспіль виходив у фінал. Всі три рази команда грала з непереможною «Залізною Спартою», як називали празьку «Спарту» в ті часи. Фінали 1919 і 1920 років «Вікторія» програла з рахунком 0:2 і 1:5 відповідно, але виграла розіграш 1921 року. Щоправда, фінал не відбувся вчасно і був зіграний в 1922 році, коли Сейферта вже не було в команді.

### Перехід у «Славію»
В 1922 році Еміл Сейферт разом з Франтішеком Плодром приєднався до празької «Славії». В новій команді періодично грав на звичній позиції лівого півзахисника, але частіше його використовували як лівого захисника. В 1922 і 1923 роках в чемпіонаті все ще домінувала «Спарта», а «Славія» обидва рази була другою. Восени 1922 року «Славія» взяла реванш у «Спарти», перемігши в півфіналі Середньочеського кубка 1922 року. Для визначення переможця командам довелося зіграти три рази. Перший матч завершився внічию 2:2, другий був перерваний за рахунку 0:0 через складні погодні умови, і лише в дограванні «Славія» перемогла з рахунком 1:0. До слова, в чвертьфіналі новий клуб Сейферта обіграв колишній — «Вікторію». Той матч також не вдалося зіграти за один раз, адже гру було призупинено за рахунку 3:1 на 67-й хвилині. Футболісти «Вікторії» були незадоволенні рішенням арбітра Франтішека Цейнара призначити пенальті за рахунку 2:1 на користь «Славії». Після реалізації пенальті суддя вилучив з поля кількох футболістів, які продовжували сперечатися, і зупинив гру. Решту 23 хвилини були зіграні пізніше, під час яких «Славія» забила ще один гол, після цього команди провели товариську гру 2х30 хв. Через затяжні чвертьфінал і півфінал, фінальний поєдинок був перенесений на наступний рік. У вирішальному матчі «Славія» з Сейфертом у захисті обіграла клуб «Чехія Карлін» з рахунком 3:2 і здобула свій перший трофей з 1918 року. Формально матч відбувся в 1923 році, але це був розіграш 1922. У розіграші 1923 року «Славія» дійшла до фіналу, де зіграла зі «Спартою» і програла з рахунком 1:3.
Наприкінці 1923 року «Славія» відправилась у Іспанію, де зустрічалась з лідерами місцевого футболу. Команда перемогла з рахунком 9:2 і зіграла внічию 4:4 з «Атлетіком» (Більбао), а також обмінялась перемогами з «Барселоною» — 0:1 і 3:2. Сейферт зіграв в усіх чотирьох перелічених матчах.
В чемпіонаті 1924 року «Славія» в особистій зустрічі нарешті перемогла головного конкурента «Спарту» з рахунком 2:1. Але чемпіонат 1924 року не був завершений, адже футбольна спільнота Чехословаччини вирішила заснувати професійну футбольну лігу. На момент зупинки турніру команди провели різну кількість матчів. «Славія» лідирувала в таблиці, випереджаючи на одне очко Вікторію (Жижков), хоча й зіграла на один матч більше.

### Професіональна ліга Чехословаччини
У першому професіональному чемпіонаті Чехословаччини 1925 десять команд зіграли турнір в одне коло, хоча спочатку планувався повноцінний турнір, але відбулась чергова зміна регламенту з переходом на систему осінь-весна. Боротьбу за титул традиційно вели «Славія» і «Спарта», які мали зустрітись наприкінці турніру. В очній зустрічі конкурентів «Славія» зазнала єдиної поразки в сезоні — 0:2. «Спарта» наздогнала суперника за втраченими очками, але «Славія» зберігала значну перевагу за різницею м'ячів. Ця різниця перевищила 10 голів в останньому турі, коли "Славія"обіграла «Вршовіце» з рахунком 5:0. Майже всі матчі чемпіонату були зіграні до кінця червня, але оголошення чемпіона довелось відкласти аж до листопада, коли «Спарта» проводила перенесений поєдинок з тим самим «Вршовіце». В перенесеній грі «Спарту» влаштовував лише виграш з двозначним рахунком. Перемогти вдалось зі скромним рахунком 3:2, що зробило «Славію» першим чемпіоном професіональної ліги Чехословаччини. Сейферт зіграв сім матчів з дев'яти, виступаючи в лінії захисту в парі з Їндржихом Провітою. Продовжував грати в основі команди Плодр, лідерами нападу були Слоуп-Штапл, Ванік, Сильний та інші.

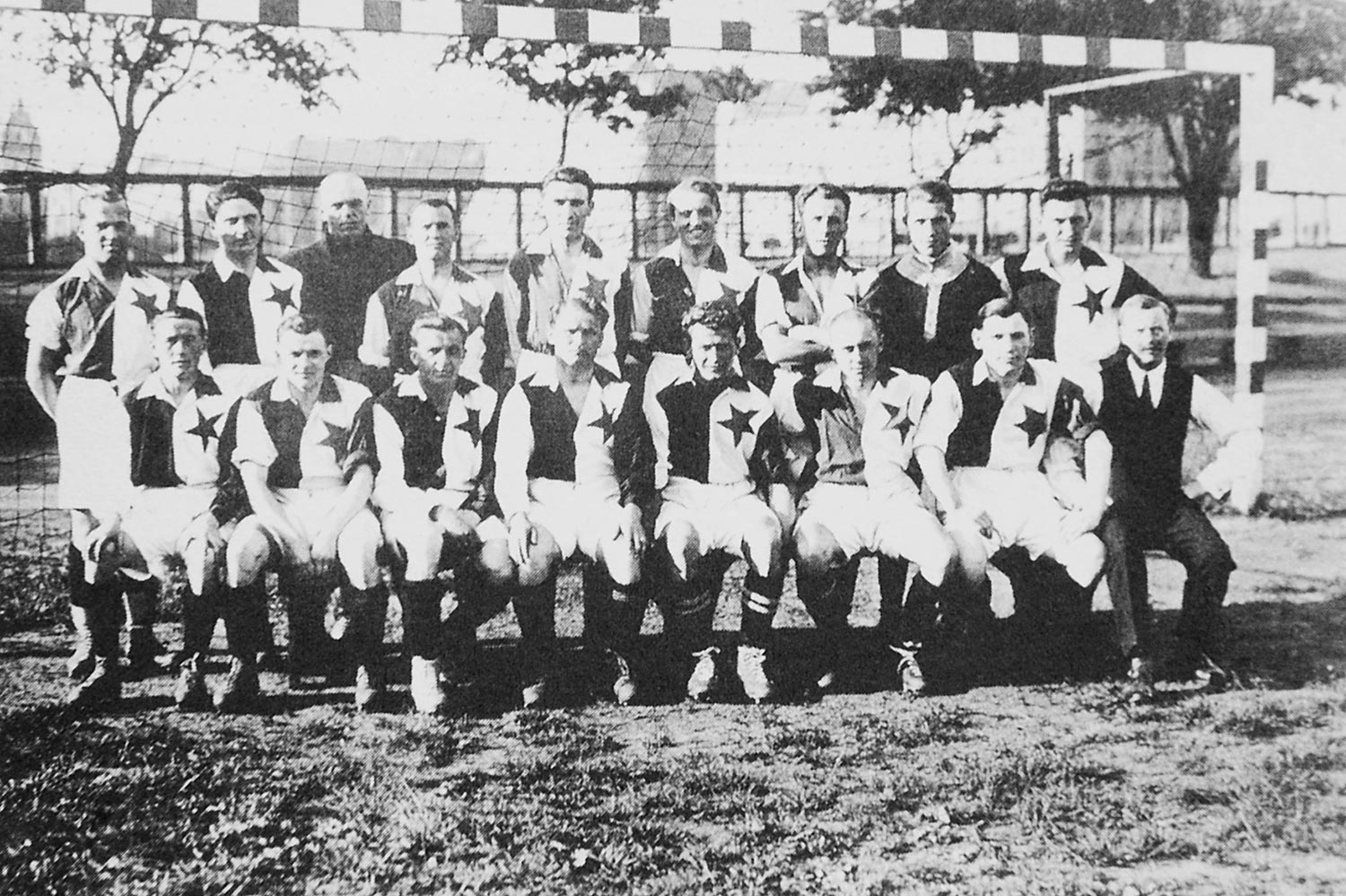
«Славія» в 1925 році. Сейферт третій справа в верхньому ряду

Наступних три сезони «Славія» була другою в чемпіонаті. Двічі перемагала «Спарта» і одного разу «Вікторія». «Славія» ж три роки поспіль була володарем Середньочеського кубку — 1926, 1927 і 1928 років. Сейферт грав у перших двох фінальних матчах проти «Краловських Виноградів» (10:0 у 1926 році) і «Спарти» (1:0, що був перенесений на 1928 рік), але в трьох фінальних поєдинках розіграшу 1928 року проти тієї ж «Спарти» не зіграв. Новими лідерами команди стали воротар Франтішек Планічка і нападник Антонін Пуч. Партнерами і конкурентами Сейферта по лінії оборони клубу в ці роки були: Франтішек Гоєр, Франтішек Черницький, Ян Рейнхардт, Зденек Куммерманн.
В 1927 році «Славія», як срібний призер чемпіонату, стала учасником першого розіграшу Кубка Мітропи, престижного міжнародного турніру для провідних команд Центральної Європи. В чвертьфіналі клуб переміг угорський «Уйпешт» (4:0 і 2:2) і поступився в півфіналі австрійському «Рапіду» (2:2, 1:2). Сейферт грав в усіх чотирьох матчах в парі з Куммерманом. Для визначення другого представника від Чехословаччини (першим став чемпіон країни «Вікторія») в Кубку Мітропи 1928 року був проведений кваліфікаційний матч між «Славією» і «Спартою». За рахунку 0:0 арбітр призначив пенальті на користь «Славії», але ніхто з нападників клубу не поспішав підходити до м'яча. Тренер команди Джон Мадден вигукнув: «Еміл, давай!», і Еміл реалізував одинадцятиметровий, що підбадьорило партнерів і вони здобули впевнену перемогу з рахунком 4:1. В першому матчі Кубка Мітропи «Славія» з Сейфертом у складі програла віденській «Адмірі» 1:3. В матчі-відповіді Еміл не грав, а його команда не спромоглась відігратись, зігравши внічию 3:3.
В сезоні 1928-29 років «Славія», після трирічної перерви, стала чемпіоном Чехословаччини. Сейферт вдруге став чемпіоном, хоча грав в тому сезоні не регулярно.

### «Богеміанс» і повернення до «Славії»
По завершенні сезону 1928-29 тренер Джон Мадден і керівництво «Славії» не запропонували Сейферту новий контракт, хоча й запрошували перейти на тренерську діяльність. Але Еміл ще хотів грати і перейшов у клуб «Богеміанс». В новій команді він зіграв 6 матчів у чемпіонаті 1929-30.
Пізніше Сейферт повернувся до «Славії». Періодично грав за резервну команду і команду ветеранів. Влітку 1932 року «Славія» брала участь у Кубку Мітропи. 26 червня команда зіграла в Австрії проти «Адміри» (0:1), а вже за три дні 29 червня команда мала провести останній матч чемпіонату Чехословаччини сезону 1931/32 проти «Богеміанса», який уже нічого не вирішував з турнірної точки зору. Клуб вирішив виставити на цю гру другий склад, залишивши з учасників віденського матчу лише захисника Фіалу. Серед резервістів, що грали в цьому матчі проти «Богеміанса», був і Сейферт, а сам матч завершився поразкою 0:3. Близько трьох років пройшло з того часу, як Еміл востаннє грав за першу команду «Славії» в офіційному матчі. Після цієї гри ветерана вирішили залишити в основній команді і на літні товариські матчі. У вересні Сейферт знову грає в офіційних матчах — проти «Тепліцера» (1:1) в чемпіонаті і проти «Чехія Прага VIII» в Середньочеському кубку в парі з Ладиславом Женишеком. В кінці вересня Женишек отримав травму. Еміла знову повернули до складу і він понад два місяці був основним захисником клубу, граючи в парі з Яном Фіалою аж до грудня, коли повернувся до гри Женишек. Зокрема, Сейферт виступав й у фіналі Середньочеського кубка 1932 проти «Спарти», що приніс «Славії» перемогу з рахунком 2:1. Таким чином гравець додав до свого доробку ще два титули, адже «Славія» виграла не лише кубок, а й національний чемпіонат сезону 1932-33.
Всього в складі «Славії» зіграв 253 матчі.

## Виступи за збірну
У 1920 році Йозеф потрапив у заявку національної збірної, що брала участь у Олімпійських іграх 1920 у Антверпені. В першому матчі турніру грала класична трійка півзахисників «Спарти» Коленатий-Пешек-Пернер. Але у чвертьфінальній грі проти Норвегії (4:0) замість Пернера вийшов Сейферт. У півфіналі проти збірної Франції (4:1) і у фіналі з Бельгією він також грав. Фінальну гру чехословацька команда не дограла, залишивши поле за рахунку 0:2 через упереджене суддівство. Останньою краплею стало вилучення Карела Стейнера на 38-й хвилині матчу за фол проти нападника бельгійців, після чого капітан збірної Чехословаччини Карел Пешек вивів свою команду з поля. У підсумку Чехословаччина була дискваліфікована і не отримала срібних медалей.
Після цього регулярно викликався у збірну до 1927 року. Був учасником футбольного турніру на Олімпійських іграх 1924 року у Парижі. Зіграв в захисті в парі з Антоніном Гоєром у першому матчі проти збірної Швейцарії, що завершився нічиєю 1:1. В переграванні трохи видозмінений склад Чехословаччини без Сейферта несподівано поступився з рахунком 0:1. Останній матч зіграв в 1929 році, коли виступав за «Богеміанс». В товариському матчі дещо експериментальний склад Чехословаччини переміг Югославію (4:3), а сам Сейферт вийшов на заміну в другому таймі замість Ярослава Бургра
Протягом кар'єри в національній команді, яка тривала 10 років, провів у формі головної команди країни 18 матчів.

## Кар'єра тренера
В сезоні 1933-34 став тренером рідного клубу «Вікторія» (Жижков), в складі якого також зіграв три матчі в тому сезоні. Клуб переживав зміну поколінь і вилетів у другий дивізіон. З першої спроби повернутись в еліту команді не вдалось, але в 1936 році Сейферт таки вивів «Вікторію» у вищу лігу.
В 1939 році Сейферт почав розглядатися на роль тренера «Славії». Іншим претендентом вважався ще один знаменитий гравець клубу — Їржі Соботка. Вирішальним стало слово Джона Маддена, який підтримав кандидатуру Сейферта. Рішення виявилось вірним — клуб чотири роки поспіль був чемпіоном Богемії (в воєнні роки Словаччина від'єдналась від Чехословаччини), а також три рази вигравав кубок. Сейферт дав повну свободу дій форвардам Йозефу Біцану і Властимілу Копецькому. Ця пара дуже добре взаємодіяла між собою і створювала абсолютну більшість голів команди.
Після війни Сейферт перейшов на роботу з молоддю. Його повернення на посаду головного тренера «Славія» відбулось в 1952 році, коли клуб вперше в своїй історії вилетів у другий дивізіон. Сейферт одразу повернув команду в еліту. Тоді ж в клуб повернувся Йозеф Біцан і Еміл сам добровільно запропонував йому роль граючого тренера, а сам повернувся до роботи з молоддю. Опікувався в тій чи іншій ролі юнацьким футболом ще досить довго.
Помер 20 жовтня 1973 року на 74-му році життя. В 1974 році на честь футболіста і тренера був перейменований дитячий футбольний турнір, що почав носити назву «Меморіал Еміла Сейферта».
| Дата       | Місто     | Господарі      | Результат | Гості          | Турнір                   | Голи | Примітки |
| ---------- | --------- | -------------- | --------- | -------------- | ------------------------ | ---- | -------- |
| 29/08/1920 | Брюссель  | Чехословаччина | 4 – 0     | Норвегія       | ОІ 1920 - 1/4            | -    |          |
| 31/08/1920 | Антверпен | Франція        | 1 – 4     | Чехословаччина | ОІ 1920 - 1/2            | -    |          |
| 02/09/1920 | Антверпен | Бельгія        | 2 – 0     | Чехословаччина | ОІ 1920 - Фінал          | -    |          |
| 28/10/1921 | Прага     | Чехословаччина | 6 – 1     | Югославія      | товариський матч         | -    |          |
| 26/02/1922 | Мілан     | Італія         | 1 – 1     | Чехословаччина | товариський матч         | -    |          |
| 28/06/1922 | Загреб    | Югославія      | 4 – 3     | Чехословаччина | товариський матч         | -    |          |
| 27/05/1923 | Прага     | Чехословаччина | 5 – 1     | Італія         | товариський матч         | -    |          |
| 01/07/1923 | Клуж      | Румунія        | 0 – 6     | Чехословаччина | товариський матч         | -    |          |
| 28/10/1923 | Прага     | Чехословаччина | 4 – 4     | Югославія      | товариський матч         | -    |          |
| 28/05/1924 | Париж     | Чехословаччина | 1 – 1     | Швейцарія      | ОІ 1920 - 1/8            | -    |          |
| 28/09/1924 | Загреб    | Югославія      | 0 – 2     | Чехословаччина | товариський матч         | -    |          |
| 14/03/1926 | Відень    | Австрія        | 2 – 0     | Чехословаччина | товариський матч         | -    | 46'      |
| 28/10/1926 | Прага     | Чехословаччина | 3 – 1     | Італія         | товариський матч         | -    |          |
| 31/07/1927 | Белград   | Югославія      | 1 – 1     | Чехословаччина | товариський матч         | -    |          |
| 18/09/1927 | Прага     | Чехословаччина | 2 – 0     | Австрія        | Кубок Центральної Європи | -    |          |
| 09/10/1927 | Будапешт  | Угорщина       | 1 – 2     | Чехословаччина | товариський матч         | -    |          |
| 23/10/1927 | Прага     | Чехословаччина | 2 – 2     | Італія         | Кубок Центральної Європи | -    |          |
| 28/10/1929 | Прага     | Чехословаччина | 4 – 3     | Югославія      | товариський матч         | -    | 46'      |
| Усього     |           | Матчів         | 18        |                | Голів                    | 0    |          |

### Статистика виступів у кубку Мітропи
| №                      | Розіграш               | Стадія                 | Дата та місце проведення | Команда 1              | Рахунок | Команда 2         | Голи |
| ---------------------- | ---------------------- | ---------------------- | ------------------------ | ---------------------- | ------- | ----------------- | ---- |
| 1                      | 1927                   | 1/4                    | 21.08.1927, Прага        | Славія (Прага)         | 4:0     | Уйпешт (Будапешт) |      |
| 2                      | 1927                   | 1/4                    | 28.08.1927, Будапешт     | Уйпешт (Будапешт)      | 2:2     | Славія (Прага)    |      |
| 3                      | 1927                   | 1/2                    | 28.09.1927, Прага        | Славія (Прага)         | 2:2     | Рапід (Відень)    |      |
| 4                      | 1927                   | 1/2                    | 2.10.1927, Відень        | Рапід (Відень)         | 2:1     | Славія (Прага)    |      |
| 5                      | 1927                   | 1/4                    | 15.08.1928, Відень       | Адміра (Відень)        | 3:1     | Славія (Прага)    |      |
| Всього у кубку Мітропи | Всього у кубку Мітропи | Всього у кубку Мітропи | Всього у кубку Мітропи   | Всього у кубку Мітропи | 5       |                   | 0    |

## Титули і досягнення

### Як гравця
- Чемпіон Чехословаччини (3):

«Славія»: 1925, 1928–1929, 1932–1933
- Володар Середньочеського кубка (5):

«Славія»: 1922, 1926, 1927, 1928, 1932
- Фіналіст Олімпійського футбольного турніру:

Чехословаччина: 1920

### Як тренера
- Чемпіон Чехословаччини (4):

«Славія»: 1939–1940, 1940–1941, 1941–1942, 1942–1943
- Володар Кубка Чехії (3):

«Славія»: 1940—1941, 1941—1942, 1944—1945